# Présents des Rois mages
D'après la tradition, les « Rois mages » allèrent adorer Jésus et lui apporter des cadeaux peu après sa naissance.
Selon la tradition chrétienne, l'or est offert par Melchior, il est destiné au roi des rois, en référence au dogme de la royauté universelle du Christ. L'encens est offert par Gaspard, pour le prêtre de tous les prêtres, car le Christ est divin. La myrrhe, servant à embaumer le corps des morts, est offerte par Balthazar, pour honorer le sacrifice rédempteur de Jésus,,.
Dans le monastère Saint-Paul du Mont Athos se trouve un reliquaire en or du XVe siècle qui contiendrait ces fameux cadeaux (sous forme de petites plaquettes). Il fut donné au monastère au XVe siècle par Mara, fille du prince serbe Đurađ Branković (Georges Brankovitch, règne 1427-1456), épouse du sultan ottoman Murat II et marraine de Mehmet II, le conquérant de Constantinople. Il aurait fait partie des reliques conservées au palais de Constantinople et vénérées depuis le IVe siècle. 
Après le tremblement de terre d'Athènes du 9 septembre 1999, les reliques y ont été temporairement exposées afin de raviver la foi et de récolter de l'argent pour les victimes du séisme.